# Канчавели, Леван Алексеевич
Леван Алексеевич Канчавели (22 августа 1900, Алаверди, Грузия — 1987) — советский и грузинский фитопатолог.

## Биография
Родился 22 августа 1900 года в Алаверди. После окончания средней школы поселился в Тифлисе. В 1927 году окончил факультет естественных наук Тбилисского государственного университета по специальности «ботаника».
С 1927 по 1929 год работал в Тифлисском ботаническом саду. С 1929 по 1931 год работал на Центральной фитопатологической станции. В 1931—1976 годах директор Института защиты растений, созданного на базе лаборатории микологии и фитопатологии Тбилисского ботанического сада; С 1976 года старший научный сотрудник того же института.

## Награды
- орден Дружбы народов (01.09.1980) — в связи с 80-летием со дня рождения

## Научные работы
Основные научные работы посвящены фитопатологии.

### Избранные сочинения
- Канчавели Л. А. Фитопатология, 1931.
- Канчавели Л. А. Болезни сельскохозяйственных культур, 1977.